# Macho Man (chanson)
Pour les articles homonymes, voir Macho Man.
Singles de Village People
I Am What I Am
(1978) Y.M.C.A.
(1978)
Clip vidéo
[vidéo] « Macho Man », sur YouTube
Macho Man est une chanson des Village People, la chanson-titre de leur album Macho Man sorti en février 1978 sur le label Casablanca Records. Elle est également sortie en single, avec Just a Gigolo sur la face B,.
Cette chanson a atteint la 25e place aux États-Unis (dans le Billboard Hot 100, pour la semaine du 9 septembre 1978) et la 7e place en Nouvelle-Zélande (pour la semaine du 5 novembre).